# برادلي غاريت
برادلي غاريت (بالإنجليزية: Bradley Garrett)‏ هو أكاديمي أمريكي، ولد في القرن العشرين.